# Elezioni locali in Corea del Nord del 1972
Le elezioni delle assemblee popolari provinciali, cittadine, delle contee e dei distretti in Corea del Nord del 1972 si tennero il 12 dicembre. 
Furono eletti 3 185 deputati delle assemblee popolari provinciali e 24 784 deputati delle assemblee popolari delle città, delle contee, dei distretti, delle città, dei villaggi, dei paesi e dei distretti operai.
L'affluenza fu del 100% e i candidati ricevettero un tasso di approvazione del 100%. 
Le elezioni si tennero insieme con le elezioni parlamentari.